# Grupo do Leão

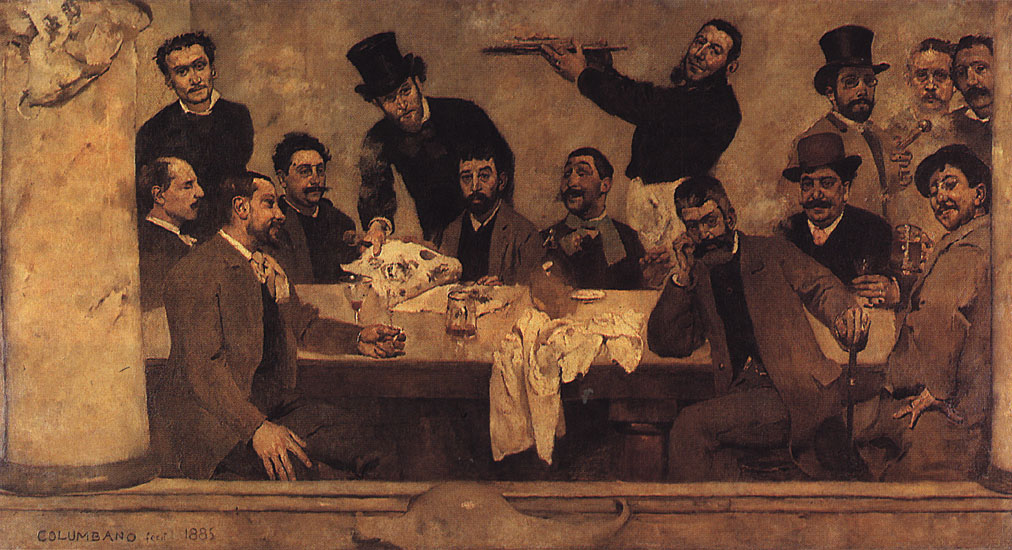
"O Grupo do Leão", 1885, óleo sobre tela de Columbano Bordalo Pinheiro, 200 cm x 380 cm, Museu do Chiado, Lisboa

O Grupo do Leão foi uma tertúlia de artistas portugueses que se reunia na Cervejaria Leão de Ouro em Lisboa, entre 1881 e 1889. 
O grupo contava com jovens artistas, que se viriam a destacar, como Silva Porto, José Malhoa e os irmãos Rafael e Columbano Bordalo Pinheiro, sendo responsável pela divulgação e pelo sucesso da pintura do Naturalismo em Portugal.
Em 1885 o "Grupo do Leão" foi imortalizado num óleo sobre tela com o mesmo nome, da autoria do pintor Columbano Bordalo Pinheiro.

## História
O Grupo do Leão era constituído por artistas que se reuniam na Cervejaria Leão de Ouro em Lisboa, dinamizados pelo pintor Silva Porto, então regressado de Paris e professor na Escola de Belas Artes de Lisboa. Reunindo amigos, admiradores e discípulos, foi responsável pela organização de várias exposições, que contribuíram para o enorme sucesso da pintura do Naturalismo em Portugal.
As oito exposições efectuadas foram marcantes e muito visitadas, tendo inclusive o rei D. Fernando II adquirido obras do grupo, o que era garantia de êxito. A ruptura com o panorama artístico vigente era evidente. Executavam-se pequenas telas com temas do quotidiano, dando particular atenção à vida nos campos, em cenas repletas de luz e com grande liberdade de representação. O grupo tornou-se uma espécie de "vanguarda", considerando-se moderno, como ficou bem claro no nome "Exposição de Quadros Modernos" atribuído a uma das primeiras mostras realizadas. Curiosamente na época viam-se como realistas, mas o Portugal pacato, de brandos costumes, sem a industrialização francesa só poderia estar na origem de obras naturalistas. Em 1885 os membros do grupo propuseram-se decorar a cervejaria, que ia entrar em obras, com o apoio do proprietário, executando pinturas naturalistas propositadamente para o local, contribuindo para a popularização do novo estilo e do estabelecimento. A actividade do grupo manteve-se regular até 1888, ano da realização da última exposição. 

## Grupo do Leão
- Abel Botelho (1854-1917), escritor
- Alberto de Oliveira (1861-1922), escritor
- António da Silva Porto (1850-1893), pintor
- António Ramalho (1859-1916), pintor
- Bulhão Pato (1829-1912), poeta
- Cesário Verde (1855-1886), poeta
- Cipriano Martins (?-1866), pintor
- Columbano Bordalo Pinheiro (1857-1929), pintor
- Emídio de Brito, escritor
- Fialho de Almeida (1857-1911), escritor
- Henrique Pinto (1853-1912), pintor
- João Anastácio Rosa (1812-1884), actor e escultor
- João Vaz (1859-1931), pintor
- João Ribeiro Cristino da Silva (1858-1948), pintor
- José Malhoa (1855-1933), pintor
- José Rodrigues Vieira (1856-1898), escultor
- Josefa Garcia Greno (1850-1902), pintora
- Leandro Braga (1839-1897), entalhador
- Maria Augusta Bordalo Pinheiro (1841-1915), pintora
- Mariano Pina (1860-1899), escritor
- Monteiro Ramalho (1862-1949), escritor
- Moura Girão (1840-1916), pintor
- Rafael Bordalo Pinheiro (1846-1905), caricaturista [1]

## "O Grupo do Leão" retratado por Columbano Bordalo Pinheiro
O Grupo do Leão foi imortalizado, em 1885, numa conhecida pintura a óleo sobre tela da autoria do pintor Columbano Bordalo Pinheiro, membro da tertúlia. A pintura de grandes dimensões, medindo 200 cm de altura e 380 cm de largura, pertence actualmente à colecção do Museu do Chiado de Lisboa. Aí estão retratados (da esquerda para a direita):
Henrique Pinto, sentado; Ribeiro Cristino; José Malhoa; João Vaz; Alberto de Oliveira; Silva Porto, ao centro, no lugar do chefe de escola; António Ramalho; Manuel Fidalgo, o empregado de mesa; Moura Girão; Rafael Bordalo Pinheiro, logo abaixo do irmão; Columbano, de cartola; António Monteiro, o proprietário da cervejaria; Cipriano Martins e, sentado de mão apoiada na cintura, Rodrigues Vieira.